# 原島大地
原島大地（日语：／ Harashima Daichi，1997年10月24日—），日本男演員，中日混血儿，童星出身。现主要活跃于中国内地与香港影视圈。

## 生平
原島大地在日本東京出生，是中日混血兒；父親是日本人，母親為中国廣州人。於2003年與張栢芝在電影《忘不了》飾演沒有血緣關係的母子，其演技備受關注。2018年6月，原島大地接受訪問時表示從來未拍過拖，而幸好在電影《某日某月》中與比他年長十歲的湯怡飾演情侶，令過往一直只專注於學習和打籃球的他，開始對戀愛開始有憧憬。原島大地早年在廣州海珠區海富小學，在校時是籃球隊的成員。及後入讀東京都立田柄高等学校，曾於2014年在澳洲留學一年。他於2016年高中畢業後開始在東京國際大學修讀國際關係學科學士。
2020年5月24日，原島大地透過微博宣布已經結婚，並上載合照，並留言：「我結婚啦，老婆是22歲的日本女孩HaRuNa（晴奈）謝謝大家一路以來的關心。」，兩人現育有一名兒子。

## 演出作品

### 電影
- 2002年《母親快樂》 飾 郭子橋（橋橋）
- 2003年《忘不了》 飾 梁嘉樂（樂樂）
- 2005年《超班寶寶》 飾 王思哲
- 2007年《擊情歲月》（又名《生死搏擊》 ）飾 小海
- 2008年《江山美人》 飾 慕容雪虎（少年）
- 2009年《熊貓回家路》 飾 小盧
- 2012年《繡花鞋》 飾 沈凌
- 2016年《三少爺的劍》 飾 謝曉峰（青年）
- 2018年《某日某月》 飾 周旭日
- 2025年《南京照相館》 飾 伊藤秀夫

### 電視劇
- 2004年《女生宿舍@探偵學院 ~ 失蹤外太空》 飾 力奇（網絡劇）
- 2005年《伙頭智多星》
- 2006年《大清風雲》 飾 福臨（童年）
- 2007年《誰憐天下慈母心》（又名：《叛逆危機》）飾 苦兒

### MV
- 張衛健《大獎》
- 余文樂《南拳》

### 其他
- 2016年：毛記電視膠劇《太嫲的後裔》
- 2017年：香港海洋公園40周年微電影

## 配音作品
- 2006年《子狐物語》粵語聲演 大河原太

## 音樂作品
- 〈基因寶寶〉（電影《超班寶寶》主題曲）

## 獎項
- 四川兒童電影周“最受歡迎童星獎”（《母親快樂》）
- 第9屆香港影評人協會獎香港電影金紫荊獎“最佳男配角提名”（《忘不了》）

## 外部連結
- 原島大地的Facebook專頁
- 原島大地的新浪微博